# Cinco Palos
Cinco Palos är en ort i Mexiko.   Den ligger i kommunen Coatepec och delstaten Veracruz, i den sydöstra delen av landet, 220 km öster om huvudstaden Mexico City. Cinco Palos ligger 1 531 meter över havet och antalet invånare är 683.
Terrängen runt Cinco Palos är varierad. Runt Cinco Palos är det ganska tätbefolkat, med 100 invånare per kvadratkilometer. Närmaste större samhälle är Xalapa, 8,5 km öster om Cinco Palos. I omgivningarna runt Cinco Palos växer i huvudsak städsegrön lövskog.